# 25-мм протитанкова гармата зразка 1934 року (SA-L)

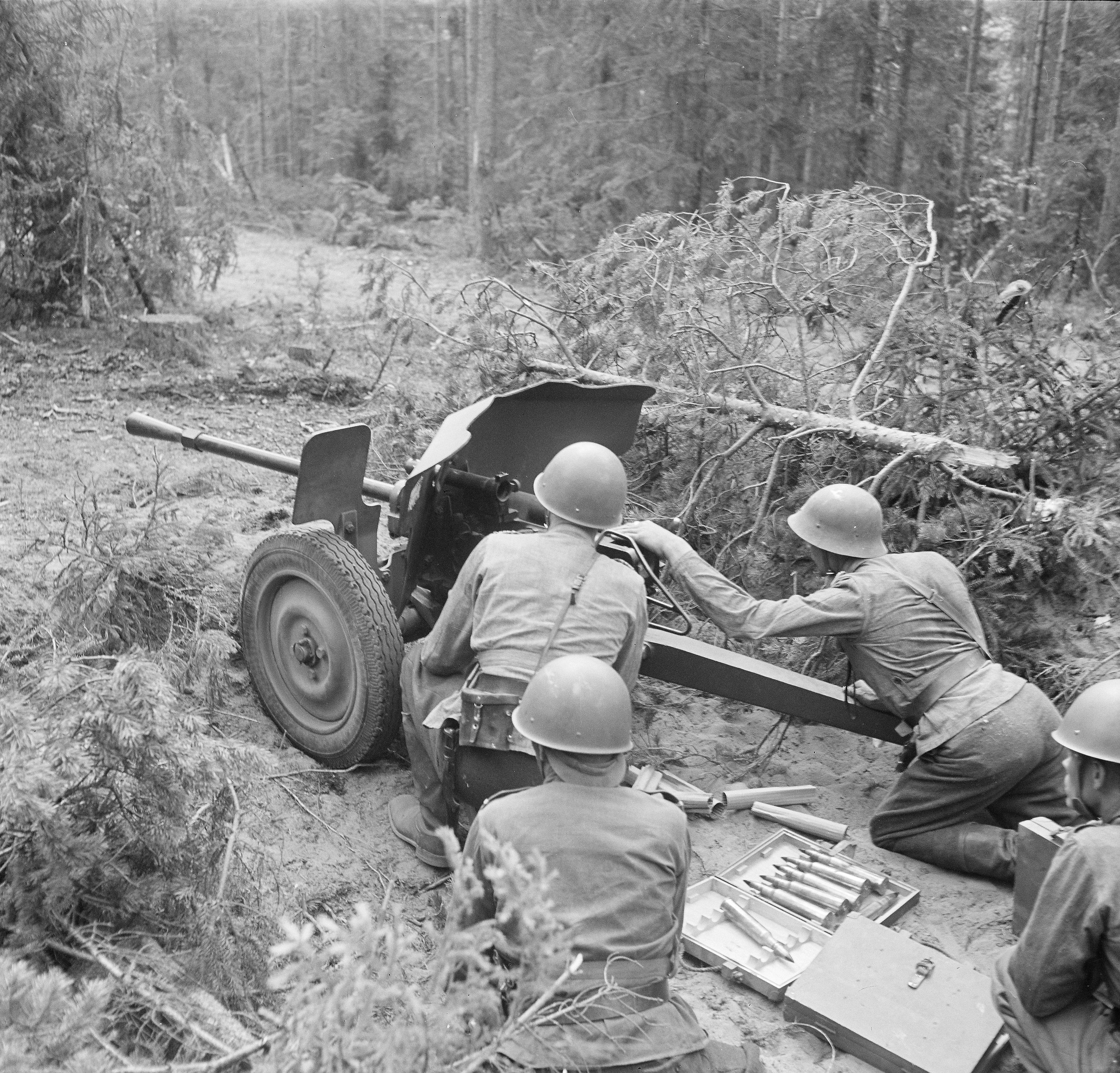
Фінські артилеристи ведуть вогонь з французької 25-мм протитанкової гармати SA-L. 25 липня 1941

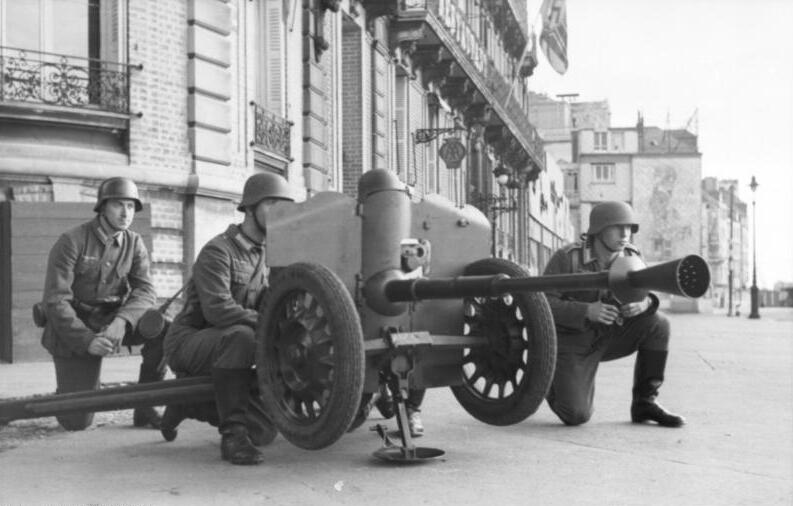
Обслуга німецької 25-мм протитанкової гармати 2,5 cm Pak 113(f) (трофейна SA-L). Північна Франція. 21 червня 1942

25-мм протитанкова гармата зразка 1934 року (SA-L) (фр. Canon de 25 antichar modèle 1934 Hotchkiss) — французька 25-мм протитанкова гармата розробки фірми Hotchkiss 1934 року. Ця артилерійська система була основним протитанковим засобом піхотних та кавалерійських підрозділів полкового рівня збройних сил Франції. Протитанкова гармата SA-L серійно випускалася для них з 1934 по 1940 рік, а також активно поставлялася на експорт у Велику Британію, Румунію, Туреччину та Фінляндію. У боях 25-мм протитанкові гармати «Гочкиса» застосовувалися в ході радянсько-фінської (Зимової) війни 1939—1940 рр. і на початковому етапі Другої світової війни. Після окупації країни військами вермахту перебувала на озброєнні тилових частин Третього Рейху та в арміях його сателітів: Фінляндії, Румунії, Королівства Італії тощо.

## Історія створення та служби
У 1926 році фірма «Гочкис» запропонувала французькому військовому відомству самостійно розроблений зразок нової гармати, згодом прийнятий на озброєння під позначенням canon de 25 mm semi-automatique modele 1934 зазвичай скорочуваного до canon de 25 mm S.A. Mle 1934 або canon de 25, де абревіатура S.A. — semi-automatique, означала напівавтоматична.
У 1937 році арсеналом «Пюто» була розроблена нова, полегшена модифікація — canon de 25 mm S.A L Mle 1937, де буква «L» означала leger — «легка». Масу цієї зброї вдалося знизити з 475 до 310 кілограмів. Зовні артилерійська система відрізнялася лише зміненою формою щита і дульного гальма з полум'ягасником та зміненими колесами. Також на нову версію встановлені модифікований затвор і спусковий механізм, що дозволило підвищити скорострільність. Саму протитанкову гармату при стрільбі піднімали і встановлювали на підніжку, що знаходиться під лафетом. Таким чином гармата мали три точки фіксації: підніжка і кінці розведених станин. Щит, у похідному положенні, міг складатися двома половинками уздовж ствола і фіксуватися в цьому положенні.
Гармата використовувала снаряди двох типів: бронебійним Cartouche de 25mm Mle1934 à balle perforante (AP) і бронебійно-трасуючий Cartouche de 25mm Mle1934 à balle traçeuse perforante (APT), що відрізнялися по суті, наявністю трасера у останнього, що забезпечувало коригування вогню, але підвищувало демаскування позиції гармати. Захоплені німцями снаряди іменувалися відповідно Pzgr 114f, Pzgr 115f і Pzgr 116f двоє останніх відрізнялися лише кольором трасерів.
Снаряд являв собою сталеву болванку, що не мала розривного заряду, у зв'язку з чим, гармата являла собою фактично велику протитанкову рушницю на лафеті і була неефективною проти піхоти. Маса снаряда становила 317 г, з трасером — 320 г, довжина — 109 мм. Заряд пороху, вагою 137 г, розміщувався в об'ємистій гільзі довжиною 145 мм, і забезпечував снаряду початкову швидкість 918 м/с.
Бронебійність при куті зустрічі 30 ° становила 36 мм на дистанції 100 м, 32 мм — на 300 м, 29 мм — на 500 м і 22 мм — на 1000 м; При куті зустрічі 60 ° 35 мм — на 100 м, 29 мм — на 500 м, 20 мм — на 1000 м.

## Зброя схожа за ТТХ та часом застосування
- 25-мм автоматична зенітна гармата зразка 1940 року (72-К)
- 37-мм протитанкова гармата зразка 1930 року (1-К)
- 37-мм протитанкова гармата Бофорс
- 28-мм важка протитанкова рушниця sPzB 41
- 37-мм протитанкова гармата Pak 35/36
- 25-мм протитанкова гармата APX modèle 1937
- 37-мм протитанкова гармата Тип 1